# Грин Харбор-Сидар Крест (Масачусетс)
Грин Харбор-Сидар Крест (енгл. Green Harbor-Cedar Crest) насељено је место без административног статуса у америчкој савезној држави Масачусетс.

## Демографија
По попису из 2010. године број становника је 2.609, што је 212 (8,8%) становника више него 2000. године.
| Група             | 2000.         | 2010.         |
| Белци             | 2.337 (97,5%) | 2.530 (97,0%) |
| Афроамериканци    | 9 (0,4%)      | 3 (0,1%)      |
| Азијати           | 5 (0,2%)      | 6 (0,2%)      |
| Хиспаноамериканци | 29 (1,2%)     | 39 (1,5%)     |
| Укупно            | 2.397         | 2.609         |